# Asura's Wrath
Asura's Wrath es un videojuego de acción en colaboración de CyberConnect2 y Capcom, fue anunciado en el Tokyo Game Show 2010. Fue lanzado el 24 de febrero de 2012 para Xbox360 y PlayStation 3. Según el productor del videojuego Kazuhiro Tsuchiya, Asura's Wrath toma elementos del hinduismo y el budismo y los mezcla con la ciencia ficción. El protagonista y otros personajes del videojuego están basados en los asuras de la cosmología hinduista y la cosmogonía budista.

## Argumento

### Historia
Una vez Asura, una deidad venerada, fue traicionado por sus compañeros: Augus, Yasha, Olga, Sergei, Kalrow, Wyzen y Deus, el jefe de los ocho guardianes y las siete deidades, y despojado de todos sus poderes. Consumido por la ira ante la injusticia que ha sufrido y jurando venganza, Asura descubre que puede utilizar esta furia a su favor y convertirla en contra de sus enemigos. Asura se enfrentará a hordas de enemigos, incluyendo jefes de tamaño planetario, lanzando ataques devastadores y viscerales.
En el juego, Asura es un semidiós de características físicas similares a las de un super robot, combinado con un humano, lo mismo sucede con sus pares. Con representar a estos dioses de esta manera, intentan mostrar una forma física superior a la del humano que está constituido por la débil carne que lo caracteriza. Estos dioses en su lugar cuentan con la forma física suprema a nivel universal, combinando la mejor ingeniería con la naturaleza, dotándolos con el digno cuerpo de un dios todopoderoso.
Éste luchara para recuperar a su hija de las deidades que la secuestraron y lo desterraron de la tierra.

## Jugabilidad
La jugabilidad de Asura's Wrath es una combinación de múltiples géneros, mientras que en general se presenta al estilo de una serie de episodios de anime . La jugabilidad cambia entre una acción en tercera persona y un juego de tiradores. El juego también requiere la entrada directa del jugador durante los eventos cinematográficos en forma de escenas interactivas con varios eventos de tiempo rápido y botones de contexto sensibles. Sin embargo, en todas las formas de juego, el progreso del jugador está determinado por dos indicadores representados en la parte superior de la pantalla, el calibre de vida y explosión. El indicador de vida determina la salud actual y el daño recibido por el personaje que, si se agota, da como resultado una pantalla de reinicio del juego para esa sección actual. Sin embargo, el indicador de ráfaga comienza vacío al comienzo de cada encuentro que debe cargarse por completo. Para hacer esto, los jugadores deben derrotar con éxito a los enemigos, infligir grandes cantidades de daño y presionar el indicador de tiempo rápido actual correctamente y a tiempo. Una vez llenos al máximo, los jugadores pueden desencadenar un poderoso ataque de ráfaga, que en la mayoría de los casos se requiere para acabar con oponentes fuertes y avanzar en la trama del juego, incluso comenzando otra escena. Además de estos dos medidores, uno adicional que se conoce como el "Medidor ilimitado"
Las secuencias de acción en tercera persona se asemejan al estilo de juego "beat 'em up", donde el jugador debe derrotar a los enemigos en combate cuerpo a cuerpo, utilizando ataques ligeros y pesados, contadores, guiones y proyectiles. Si bien los ataques ligeros regulares son rápidos, los ataques más pesados infligen más daño y pueden arrojar a varios enemigos, pero pueden sobrecalentarse, lo que requiere un período de enfriamiento entre usos. Los jugadores también pueden realizar movimientos de contador si ingresan el mensaje actual durante el ataque de un enemigo. Cuando un enemigo es derribado, se pueden realizar movimientos especiales que ayudan a llenar el medidor de explosión. Sin embargo, si el personaje del jugador es derribado, tienen la oportunidad de recuperarse rápidamente aterrizando sobre sus pies y ahorrando salud adicional. El tirador del carrilLa parte del juego implica que el personaje del jugador se mueva aún en un eje fijo, solo puede moverse para esquivar y maniobrar contra el ataque y los obstáculos entrantes, mientras se bloquea y dispara a los enemigos.
Sin embargo, el elemento interactivo de escena está integrado con el juego. Las entradas correctas cuando se le solicite avanzarán la historia, mientras que el fracaso puede causar el reinicio de una secuencia y dañar la salud en una secuencia de juego anterior. Si bien algunas secuencias pueden continuar independientemente, ciertos eventos de tiempo rápido tienen grados de éxito en los que el jugador puede intentar presionar en un momento aún más específico que cuando aparece el aviso de forma inmediata e inicial. Por ejemplo, una prensa demasiado pronto o más tarde puede registrar un meramente "bueno" o "excelente", mientras que el momento exacto correcto se registrará como "excelente". El rendimiento del jugador en este aspecto, junto con el tiempo necesario para completar y el daño general infligido se clasifica al final de cada episodio, siendo la calificación más alta un "Rango S".

## Transformaciones
Asura Vajra (seis brazos): Asura tiene la habilidad de hacer que crezcan 4 brazos metalizados más en su espalda y hombros, lo único de malo en esta transformación es que sus brazos no son muy resistentes y suelen romperse muy fácilmente, pero aún todo lo demás es una transformación muy fuerte que incluso Asura no puede controlar el enorme poder que tiene esta transformación que ni el cuerpo del temperamental guerrero no puede aguantar
Asura Berserker: Cuando Asura alcanza el límite de su ira se convierte en un ser con aspecto diabólico y actúa sin conciencia. Su cuerpo se vuelve dorado y de su espalda crecen 4 brazos gigantes con los que puede lanzar grandes cargas de poder.
Asura Colérico: Esta fase viene luego del Asura Berserker. Tiene el mismo aspecto que la anterior transformación, exceptuando que ahora es de color negro y no tiene ningún brazo adicional. Aun así en este modo Asura es muchísimo más ágil y rápido. Aun así, esta transformación significa un gran dolor para Asura, debido a que el mantra en su interior es tan inestable que con cada ataque Asura sufre más daño que su propio enemigo.

Asura El Destructor: La más fuerte de sus transformaciones, asura se hace más grande que la tierra y de un color grisáceo aunque el color de su pelo es el mismo, con esta transformación pudo enfrentar e incluso superar al dios chakravartin, al igual que destrozar planetas que este mismo le lanzaba con tan solo ataques básicos

## Desarrollo
Asura's Wrath comenzó su desarrollo en 2007. El equipo de desarrollo quería crear un juego que todos pudieran entender. En una entrevista, Hiroshi Matsuyama comentó sobre los principios detrás de la creación del juego: "Nuestro concepto principal era que queríamos llegar al público de todo el mundo con Asura's Wrath. Por eso nos centramos en la ira como nuestro concepto principal. Es algo que cualquiera puede identificarse. Es una emoción muy poderosa. A veces se ve como negativa, pero puede ser una fuerza impulsora que lo ayuda a superar cualquier obstáculo. Cuando se nos ocurrió este enfoque hacia atrás en el proceso de desarrollo, primero pensamos en nuestro se centró en la ira, luego se centró en la historia, así que construimos la historia primero. ¿Quién escribió la historia? CyberConnect 2 lo hizo, como grupo. Fue un esfuerzo grupal en todo el equipo de desarrollo, pero cuando tuvimos la historia,[3] En una entrevista diferente con Eurogamer, declaró que estaba satisfecho con la impresión del sitio del juego como "completamente trastornado" y profundizó en el tema central del juego: "En el entretenimiento y los cómics japoneses, y también en los juegos, Ya hay muchas representaciones interesantes de la ira, como Dragon Ball y Naruto , y nos encantan ese tipo de cómics y juegos. Entonces pensamos, ¿qué podemos hacer si realmente nos centramos en eso? ¿Qué tan interesante podemos hacer? fue nuestro desafío para nosotros mismos ". [4] La escena de las aguas termales, una escena muy tradicional para el manga y el anime en la cultura japonesa según Matsuyama, fue colocada deliberadamente como un cambio de ritmo y una oportunidad para que Asura muestre una cara diferente a los jugadores.
El juego fue desarrollado en el motor Unreal 3, que fue especialmente autorizado por Capcom para la tarea, y ayudó significativamente en el desarrollo del juego. En una entrevista, Kazuhiro Tsuchiya declaró que "Probamos muchas opciones diferentes y determinamos que Unreal Engine 3 era una solución perfecta. Nuestros desarrolladores pudieron revisar el juego en tiempo real y continuaron siendo productivos durante todo el proceso". Asura's Wrath se anunció por primera vez durante el Tokyo Game Show en septiembre de 2010. El avance del anuncio mostró que el personaje del título lucha contra múltiples enemigos antes de ser enfrentado por un enemigo de tamaño planetario. El avance mostró una construcción anterior que difería del producto terminado en múltiples aspectos. Si bien los diseños de los personajes y el diseño artístico de estilo asiático fueron similares, incluso idénticos en ciertos aspectos, el tono y el combate fueron más violentos y sangrientos, mostrando un mayor énfasis en la mecánica de combate en lugar de las características cinematográficas interactivas. Tras su revelación, Tsuchiya reveló que sentía que el juego serviría para satisfacer a los fanáticos que querían una secuela del juego de 2006 de PlayStation 2 God Hand , que fue elogiado por los críticos, pero fracasó comercialmente. Más tarde se alegró de que la gente hubiera visto las similitudes deliberadas entre los dos juegos. Se lanzó una demostración jugable en Xbox Live y PlayStation Network el 10 de enero de 2012.
Contenido descargable
El contenido descargable incluye un modo de lucha bidimensional que usa el motor Street Fighter IV , así como dos personajes del juego, Ryu / Evil Ryu y Akuma / Oni como oponentes. Además, se incluyen capítulos "no contados" y se utilizan animaciones dibujadas a mano con eventos de tiempo rápido, principalmente para llenar los vacíos entre los capítulos del juego. El DLC también permite a los jugadores jugar y ver el final 'real' del juego que no está disponible en el disco.